# Cheilio inermis

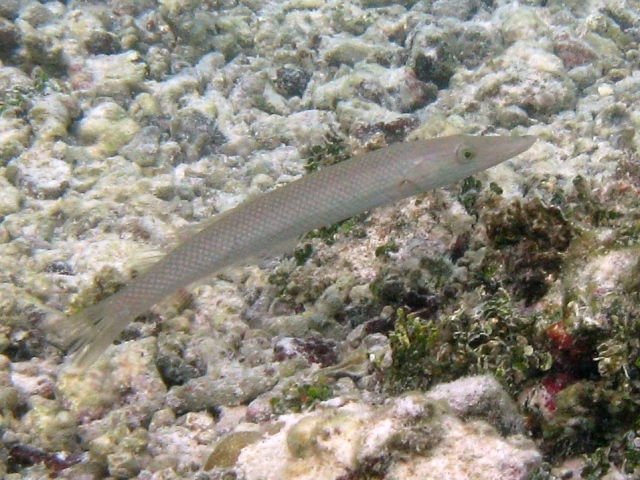
Cheilio inermis, Seychelles

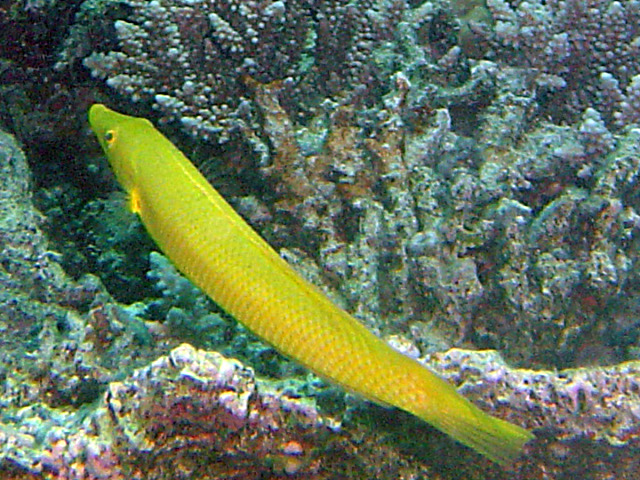
Adulto di colorazione gialla

Cheilio inermis (Forsskål, 1775), unica specie appartenente al genere Cheilio, è un pesce di acqua salata appartenente alla famiglia Labridae.

## Distribuzione e habitat
Proviene dalle barriere coralline dell'oceano Atlantico, dell'oceano Pacifico e del Mar Rosso. Ha un areale ampio, ed è stato localizzato alle Hawaii, dall'Isola di Pasqua e dall'Isola di Lord Howe, lungo le coste del Giappone, del Gibuti, della Somalia, del Kenya, del Mozambico e del Sudafrica, dalle Isole Chagos, Aldabra, Seychelles, attorno al Madagascar, Figi e Nuova Caledonia. Si trova spesso in luoghi ricchi di vegetazione acquatica, come le praterie di fanerogame marine o dove presente Sargassum, di solito a profondità intorno ai 30 m.

## Descrizione
Il corpo è estremamente allungato, la testa dal profilo affusolato, gli occhi grandi. La pinna dorsale e la pinna anale sono bassissime e trasparenti, la prima presenta fino a 23 raggi, di cui i primi 8-9 spiniformi. La pinna caudale non è biforcuta, ha il margine dritto o appena arrotondato e la sua colorazione è giallastra. Le pinne pettorali sono trasparenti e dietro di esse possono essere presenti macchie colorate. La lunghezza media di C. inermis è di 35 cm, ma alcuni esemplari raggiungono i 50.
La livrea cambia tra giovani e adulti. Gli esemplari giovani possono essere striati ma la loro colorazione si mantiene sempre sul verde-grigiastro, mentre il colore dei maschi adulti è decisamente più variabile: alcuni esemplari possono essere grigi, più o meno pallidi, altri gialli o gialli-verdastri. Sul ventre possono essere presenti screziature rossastre.

## Biologia

### Comportamento
Escluso il periodo riproduttivo, durante il quale gli adulti si raccolgono in banchi a volte anche molto ampi, è una specie prevalentemente solitaria, soprattutto gli esemplari giovani, mentre è più facile trovare gli adulti in piccoli gruppi.

### Alimentazione
Ha una dieta prevalentemente carnivora, composta sia, anche se raramente, da pesci ossei più piccoli che, più frequentemente, da invertebrati marini come crostacei (gamberi, stomatopodi, granchi, soprattutto Portunidae), molluschi (gasteropodi e bivalvi), vermi, in particolare policheti.

### Riproduzione
È oviparo e la fecondazione è esterna; non ci sono cure verso le uova, che vengono deposte quando gli adulti si raccolgono in grandi gruppi.

## Conservazione
Questa specie viene classificata come "a rischio minimo" (LC) dalla lista rossa IUCN perché a parte la saltuaria pesca per l'acquariofilia, non è minacciata da particolari pericoli.